# Ubi societas, ibi ius
Ubi societas, ibi ius est un adage en latin qui signifie : « là où il y a une société, il y a du droit ». L'expression est attribuée à des auteurs romains, mais n’est attestée qu’à partir du XVIIe siècle. Elle peut résumer l’idée que le droit est fondé par les pratiques sociales, et donc en dépend.
Cet adage signifie aussi que toutes les sociétés pratiquent le droit, sous une forme ou une autre. Selon plusieurs critiques, le concept de droit serait par là étendu de manière inconsidérée: il conviendrait soit, selon une première perspective, d'admettre une exceptionnalité des droits occidentaux, soit, dans un autre ordre d'idées, de reconnaitre pleinement les spécificités incommensurables des cultures non-occidentales et de leurs normes. Selon une troisième opinion, plus favorable à l'adage, celui-ci ne prétendrait pas que toutes les sociétés fassent du droit de manière identique et au sens occidental, mais établirait simplement une analogie entre les cultures juridiques occidentales et les autres.

## Histoire de l’expression
L’origine de l’adage est parfois attribuée à Aristote,, à Ulpien, ou encore à Giambattista Vico dans son commentaire du De legibus de Cicéron. Toutefois, déjà en 1924, le philosophe du droit Alessandro Levi interrogeait l'origine réelle de l'expression.
La première occurrence attestée de l’adage est dans un ouvrage de 1675 de Joachim Martin Unverfärth, où ce dernier l’utilise pour justifier l’existence du ius gentium. En 1686, Samuel Rachel (de), dans un commentaire sur Cicéron, résume un argument de l'Éthique à Nicomaque d’Aristote ainsi:

« Ubi est societas, ibi est bonorum coummunio.
Ubi est bonorum (addere quoque licet, et Officiorum) communio, ibi est Amicitia.
Ubi est Amicitia, ibi est Jus. »

Un commentaire de Heinrich von Cocceji publié en 1751, sur la De Iuri Belli ac Pacis de Grotius, contient aussi l’adage, mais pour le critiquer au motif que le droit ne dépendrait que du dieu chrétien et non de la société,.

## Origine sociale du droit
La formule ubi societas, ibi ius, suivie de son inverse ubi ius, ibi societas a été utilisé par Santi Romano dans la première édition en 1917 de son œuvre la plus célèbre, L’ordre juridique, pour exprimer l’idée que ce sont les organisations humaines, c'est-à-dire les institutions, qui ont créé les premières normes et non l'inverse. Cette position peut être désignée comme la « théorie institutionnelle de l’ordre juridique ». Il existe aussi l’opinion opposée, selon laquelle seul le droit peut fonder une société.
L'adage est parfois rallongé en ubi homo, ibi societas, ubi societas, ibi jus; ergo, ubi homo, ibi jus, en français : « là où il y a de l’humain, il y a une société, or là où il y a une société, il y a du droit; donc là où sont des humains, il y a du droit », afin de souligner que le droit est une fonction naturelle de l’humanité,.

## Débats sur la séparation du droit canon et du droit civil
Des auteurs ont souligné que la théorie de l’incommensurabilité des ordres juridiques, essentielle pour « séparer totalement le système canonique du système civil », réfute l’adage ubi societas, ibi ius,.

## Perspectives occidentales sur la diversité des ordres juridiques
En anthropologie sociale au XXe siècle, l’adage ubi societas, ibi ius a servi à faire admettre aux mondes colonisateurs que les sociétés qu’ils considéraient comme primitives disposent pourtant bien de systèmes de normes structurés, réflexifs et dynamiques, suivant les travaux de Boas, Hoebel (en), Llewellyn et Malinowski,.
Selon différentes critiques au XXIe siècle, l'adage reflèterait aujourd’hui une doctrine tacite héritée de cette tradition anthropologique et nommée panjuridisme, qui serait désormais majoritaire et reviendrait à universaliser faussement les spécificités historiques de la common law et du droit romaniste, écrasant ainsi l’altérité culturelle ou édulcorant une exceptionnalité revendiquée des droits occidentaux. Il faudrait alors désigner les ordres juridiques étrangers aux points de vue occidentaux comme des normativités,, des règles ou des juridicités plutôt que comme du droit,. Ce point de vue repose sur la théorie diffusionniste d'Aldo Schiavone selon laquelle le droit serait strictement une innovation des Romains et Romaines de l'Antiquité, et elle conteste l'idée de Niklas Luhmann que le droit serait « toujours déjà là (ja) » et donc présent dans chaque société.
Des réponses à ces critiques affirment qu'il serait possible de résoudre le problème d’universalisme de l'adage en nuançant le concept de droit. Il faudrait comprendre le droit dans une perspective interculturelle comme  un simple terme de référence, certes historiquement situé mais qu'il s'agirait surtout d'envisager comme un point de départ afin d'entrer dans un dialogue comparatiste avec les diversités du monde, en s’inspirant de l’idée de Raimundo Panikkar d’une équivalence dite « homéomorphe » qu’il établissait entre les droits humains occidentaux et le dharma indien,,.
Henri Lévy-Bruhl considère en 1956 que la question de savoir si une société a du droit ou pas est un faux problème: 

« Existe-t-il bien un droit chez ces populations ? On peut répondre à la fois : Oui et non, ce qui prouve que la question est mal posée. Non, sans doute, il n'y a pas de droit au sens où nous l'entendons, c'est-à-dire un ensemble de règles obligatoires sanctionnées par des organes spécialisés. Il n'existe pas davantage de discipline spécifique, ayant pour tâche d'élaborer ces règles, de les critiquer, de les perfectionner au besoin. En ce sens les sociétés indigènes dont nous parlons n'ont point de droit. Mais qui ne voit qu'une réponse négative de ce genre est insuffisante et fausse ? « Ubi societas, ibi jus » : partout où il y a un groupe social d'une certaine densité et
d'une certaine permanence, il y a un droit. (p. 71) »

## Sociétés animales
Les animaux grégaires pourraient constituer des sociétés où s’épanouiraient des formes de droit, conformément à l’adage.